# Montelupone
Montelupone är en ort och kommun i provinsen Macerata i regionen Marche i Italien. Kommunen hade 3 538 invånare (2018).